# 1323 en santé et médecine
| Années de la santé et de la médecine : 1320 - 1321 - 1322 - 1323 - 1324 - 1325 - 1326    |
| Décennies de la santé et de la médecine : 1290 - 1300 - 1310 - 1320 - 1330 - 1340 - 1350 |

Cet article présente les faits marquants de l'année 1323 en santé et médecine.

## Événements

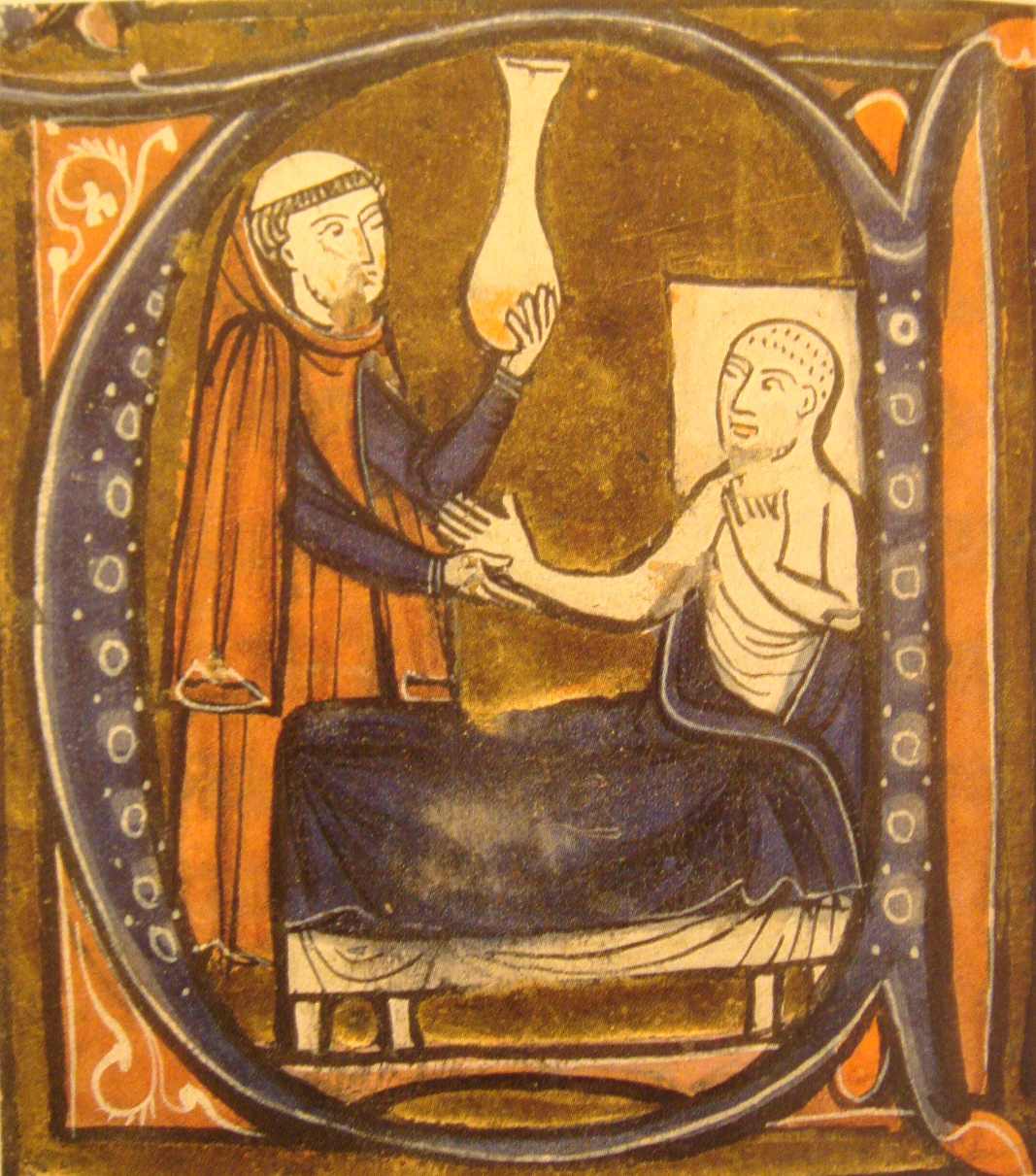
Examen des urines par Rhazès

- Fondation de l'hospice de Saint-Laurent de Wenemaere, à Gand, dans le comté de Flandre, par Guillaume de Wenemaere[2].
- Construction de l'hôpital d'Hesdin en Artois par la comtesse Mahaut[3].
- Une léproserie est attestée aux Bordes, dans le comté de Foix.
- Bien que l'uroscopie soit généralement réservée aux médecins, un accord passé entre un apothicaire et la ville catalane de Castellón stipule que le praticien « regardera et jugera loyalement les urines[4] ».
- 1319-1323 : construction[5] de l'hôpital Saint-Jacques-aux-Pèlerins, rue Saint-Denis, à Paris[6].
- 1320-1323 : fondation à Rouen, par Gilles Gaalon, son frère Pierre et sa femme Pétronille, de l'hôpital Saint-Jean-sur-Renelle, confié d'abord aux religieux des Billettes, repris plus tard par les Antonins[7],[8].

## Décès
- Avant 1323 : Alègre de Jouque (date de naissance inconnue), médecin juif provençal, d'une famille originaire de Jouques, résidant à Trets, puis, dans les dernières années de sa vie, à Marseille[9].